# 三宅村 (福岡県)
三宅村（みやけむら）は、福岡県筑紫郡にあった村。旧那珂郡。福岡市へ編入され、現在は南区の一部となっている。

## 沿革
- 1889年4月1日 - 町村制施行に伴い老司村、野多目村、和田村、三宅村、塩原村、清水村が合併して那珂郡三宅村が成立。
- 1896年4月1日 - 郡の統合により那珂郡が御笠郡、席田郡と合併して筑紫郡となる[1]。
- 1933年4月5日 - 福岡市へ編入される。